# مقاطعة جاسبر (ميزوري)
مقاطعة جاسبر (بالإنجليزية: Jasper County) هي إحدى المقاطعات في ولاية ميزوري في الولايات المتحدة الأمريكية.

## أعلام
- بيل ستار